# Meana Point
Der Meana Point (englisch; bulgarisch нос Меана nos Meana) ist eine vereiste Landspitze an der Nordküste Nelson Island im Archipel der Südlichen Shetlandinseln. Sie liegt 1 km östlich des Baklan Point, 530 m südlich von Rotalia Island und 2,5 km südwestlich des Cariz Point auf der Westseite der Einfahrt zur Quesada Cove.
Die bulgarische Kommission für Antarktische Geographische Namen benannte sie 2020 nach Elias Meana Díaz, erster Leiter der spanischen Juan-Carlos-I.-Station auf der Livingston-Insel, für seine Unterstützung des bulgarischen Antarktisprogramms.